# Allegiant Air
Allegiant Air is een lagekostenluchtvaartmaatschappij uit de Verenigde Staten. Allegiant Air werd opgericht in 1997 en begon met de eerste vluchten in 1999 vanuit Fresno met gebruikte vliegtuigen van het type Douglas DC-9. 
in 2000 ging Allegiant Air failliet, er werd een doorstart gemaakt onder leiding van de nieuwe Bestuursvoorzitter Maurice J. Gallagher.  Sindsdien heeft Allegiant Air zijn thuisbasis in Las Vegas (Nevada). Allegiant Air concentreert zich voornamelijk op routes die niet worden bediend of slechts door kleine vliegtuigen van de andere grote Amerikaanse luchtvaartmaatschappijen. De DC-9 vloot werd vervangen door gebruikte McDonnell Douglas MD-80
Begin maart 2010 kondigde Allegiant Air aan, dat het tot aan 2012 in totaal zes Boeing 757-200 vliegtuigen van de Europese luchtvaartmaatschappij Thomson Airways zou overnemen die vooral op nieuw te beginnen routes naar Hawaï worden gebruikt. Voor deze vliegtuigen had men ETOPS-toestemming nodig.

## Luchtvloot
| vliegtuigtype      | aantal | besteld | opmerkingen | zitplaatsen |
| ------------------ | ------ | ------- | ----------- | ----------- |
| Airbus A319-100    | 34     | —       |             | 156         |
| Airbus A320-200    | 85     | —       |             | 177 - 186   |
| Boeing 737 MAX 7   | —      | 24      |             |             |
| Boeing 737 MAX 200 | 8      | 18      |             |             |
| Totaal             | 127    | 42      |             |             |